# Anneliese Rothenberger
Anneliese Rothenberger (Mannheim, 19 juni 1924 - Münsterlingen, 24 mei 2010) was een Duitse opera- en operettezangeres, een lyrische sopraan.

## Korte biografie

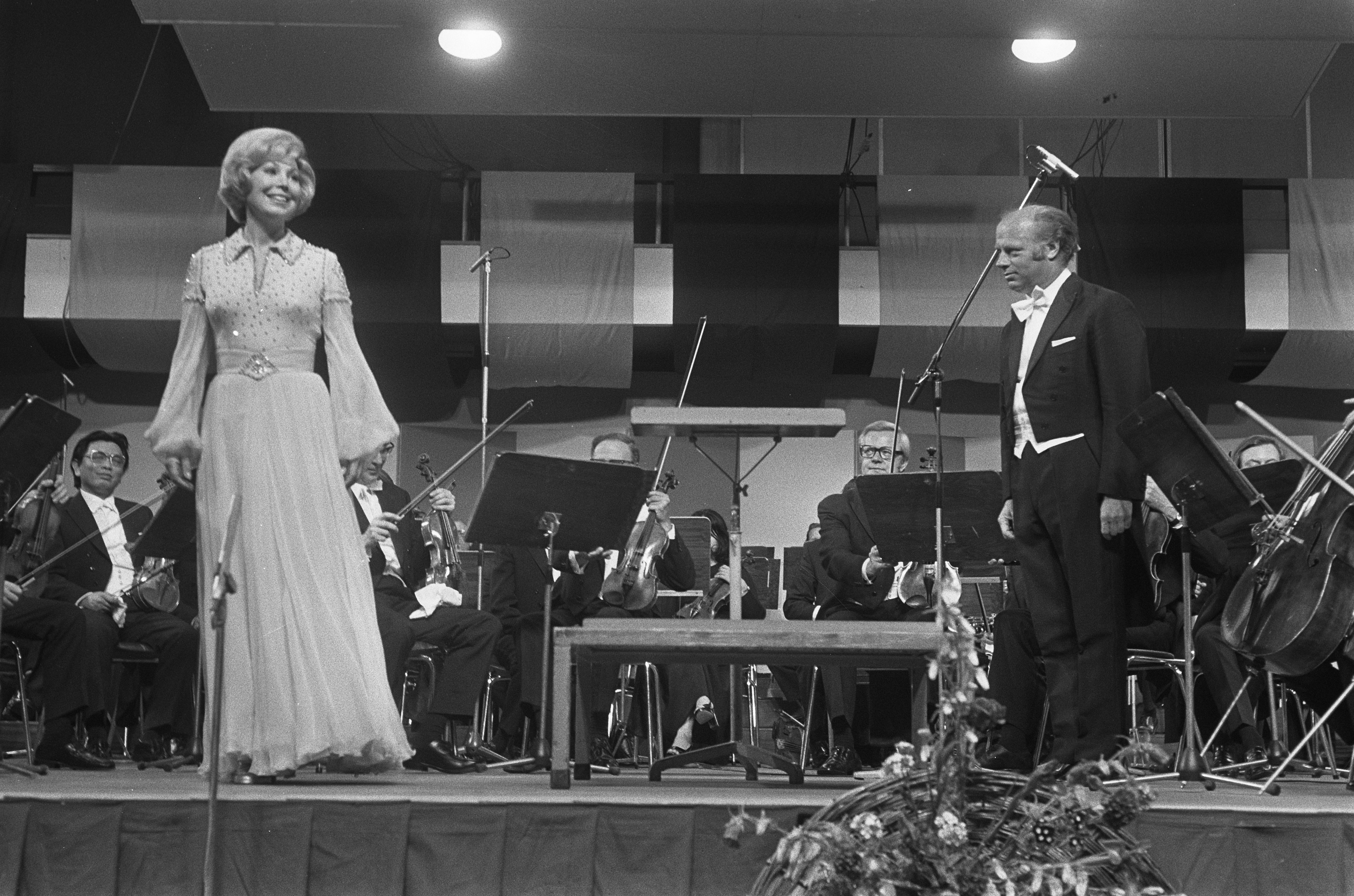
Anneliese Rothenberger en Bernard Haitink in 1973

Hoewel 1926 als haar geboortejaar werd opgegeven, was ze twee jaar ouder. Anneliese Rotherberger studeerde aan de Musikhochschule te Mannheim. In 1943 debuteerde ze bij het stadstheater in Koblenz en vanaf 1946 zong ze bij de Hamburgische Staatsoper. In 1952 debuteerde ze bij het festival van Edinburgh, in 1960 bij de Metropolitan Opera in New York en in 1961 bij het Teatro alla Scala van Milaan. Tevens was ze vanaf 1959 een regelmatige gast bij de Salzburger Festspiele. In 1970 ging ze op een tournee door de Sovjet-Unie en in 1972 door Japan. Haar muzikale partners, zowel op de bühne als bij plaatopnames, waren onder anderen Lisa Della Casa, Dietrich Fischer-Dieskau, Fritz Wunderlich, Irmgard Seefried, Nicolai Gedda en Rudolf Schock.
Vanaf 1967 werd ze bij een breed publiek bekend door haar presentatie voor televisie. In dat jaar kreeg ze haar eerste programma Heute Abend: Anneliese Rothenberger. In 1970 presenteerde ze het huldigingsconcert voor de 90-jarige Robert Stolz in de Berliner Philharmonie, dat door meer dan 200 zenders live werd uitgezonden. Met het ZDF-muziekprogramma Anneliese Rothenberger gibt sich die Ehre werd ze de populairste Duitse tv-vrouw van de jaren zeventig en tachtig.
Na herstel van kanker beëindigde Anneliese Rothenberger haar carrière en trok zich in 1989 volledig uit het openbare leven terug. Ze was vanaf 1954 getrouwd met Gerd Dieberitz, die tevens haar manager was. Hij stierf in 1999. Tot haar dood woonde ze in Salenstein aan de oevers van de Zwitserse Bodensee. Ze overleed op 24 mei 2010.

## Enkele rollen
- Konstanze in Die Entführung aus dem Serail van Wolfgang Amadeus Mozart
- Sophie in Der Rosenkavalier van Richard Strauss
- Zdenka in Arabella van Richard Strauss
- Lulu in Lulu van Alban Berg

## Films en televisieopnamen (selectie)
- 1951: Die verschleierte Maja.
- 1952: Der bunte Traum (alleen zang).
- 1954: Clivia.
- 1955: Fledermaus 1955 (Engelse titel: Oh, Rosalinda!!).
- 1962: Der Rosenkavalier (regie: Paul Czinner, dirigent: Herbert von Karajan, e.a. met Elisabeth Schwarzkopf, Sena Jurinac, Otto Edelmann. Opgenomen tijdens de Salzburger Festspiele 1960).
- 1967–1970: Heute Abend – Anneliese Rothenberger (ARD).
- 1971–1981: Anneliese Rothenberger gibt sich die Ehre (ZDF).
- 1975–1986: Anneliese Rothenberger stellt vor (ZDF).
- 1982–1986: Traumland Operette (ZDF).